# I Have a Dream
I Have a Dream (slovensko Imam sanje) je naslov slovitega govora, ki ga je 28. avgusta 1963 govoril Martin Luther King mlajši na velikem protestnem shodu Afroameričanov v Washingtonu, kjer je bilo zbranih več kot 250.000 protestnikov. 
Posnetek govora je ameriška Kongresna knjižnica leta 2003 v sklopu prve skupine uvrstila v nedolgo prej ustanovljeni Narodni register posnetkov kot »kulturno, zgodovinsko ali estetsko pomemben« posnetek.

## Besedilo govora

### Izvirnik
I have a dream that one day this nation will rise up and live out the true meaning of its creed: »We hold these truths to be self-evident: that all men are created equal.«
I have a dream that one day on the red hills of Georgia the sons of former slaves and the sons of former slave owners will be able to sit down together at a table of brotherhood.
I have a dream that one day even the state of Mississippi, a desert state, sweltering with the heat of injustice and oppression, will be transformed into an oasis of freedom and justice.
I have a dream that my four children will one day live in a nation where they will not be judged by the color of their skin but by the content of their character.
I have a dream today.

### Slovenski prevod
Imam sanje, da se bo nekega dne ta narod dvignil in v polnosti živel pravi pomen svoje vere: »Te resnice imamo za samoumevne: da so vsi ljudje ustvarjeni kot enakopravni.«
Imam sanje, da bodo nekega dne na rdečih gričih Georgie sinovi nekdanjih sužnjev in sinovi nekdanjih lastnikov sužnjev spodobni skupaj sesti k mizi bratstva.
Imam sanje, da se bo nekega dne celo država Mississippi, puščavska država, ki vzdihuje v vročini nepravičnosti in zatiranja, spremenila v oazo svobode in pravičnosti.
Imam sanje, da bodo moji štirje otroci nekega dne del naroda, ki jih ne bo presojal po barvi njihove kože, temveč po vsebini njihovega značaja.
Imam sanje, danes.